# Alois Kaňkovský
Alois Kaňkovský (Bělkovice-Lašťany, 19 juni 1983) is een Tsjechisch voormalig wielrenner  en baanwielrenner. Hij was in 2007 wereldkampioen omnium en nam tweemaal deel aan de Olympische Zomerspelen. In 2004 nam hij deel aan de sprint en de tijdrit. Op de Olympische Spelen in 2008 was hij actief op het onderdeel koppelkoers. Hij eindigde met zijn partner Milan Kadlec als dertiende.

## Belangrijkste overwinningen

### Wegwielrennen
2010
GP Hydraulika Mikolasek
3e etappe Ronde van Tsjechië
1e etappe Central European Tour
2011
2e en 4e etappe Ronde van Taihu
2012
2e en 3e etappe Ronde van Azerbeidzjan
2e en 8e etappe Ronde van Taihu
1e etappe Ronde van Fuzhou
2013
2e, 3e en 4e etappe Ronde van Azerbeidzjan
3e etappe Ronde van China I
2e, 3e en 4e etappe Ronde van China II
Eindklassement Ronde van China II
5e en 7e etappe Ronde van Taihu
Ronde van Nanjing
2014
2e etappe Ronde van Taihu
2015
Visegrad 4 Bicycle Race - GP Slovakia
Visegrad 4 Bicycle Race - GP Hungary
Memoriał Romana Siemińskiego
2e etappe Koers van de Olympische Solidariteit
Memoriał Henryka Łasaka
2016
Memoriał Andrzeja Trochanowskiego
Puchar Ministra Obrony Narodowej
2e etappe Szlakiem Grodów Piastowskich
2017
Visegrad 4 Bicycle Race - GP Slovakia
Memoriał Andrzeja Trochanowskiego
Memoriał Romana Siemińskiego
Puchar Ministra Obrony Narodowej
2e etappe Koers van de Olympische Solidariteit
1e en 4e etappe Ronde van Mazovië
Eindklassement Ronde van Mazovië
2018
2e etappe Ronde van Loir-et-Cher
Visegrad 4 Bicycle Race - GP Czech Republic
Mémorial Andrzej Trochanowski
Memoriał Romana Siemińskiego
2e etappe CCC Tour-Grody Piastowskie
2e etappe Grote Prijs van Gemenc
3e etappe Ronde van Mazovië
2e etappe Ronde van Zuid-Bohemen
2019
Trofej Umag
Visegrad 4 Bicycle Race - GP Polski Via Odra
Memoriał Andrzeja Trochanowskiego
Memoriał Romana Siemińskiego
Visegrad 4 Bicycle Race - GP Slovakia
3e etappe Ronde van Bihor
3e etappe deel B Ronde van Hongarije

## Resultaten in voornaamste wedstrijden
|      | \| Jaar \| \| WK op de weg \| \| ---- \| \| ------------ \| \| 2016 \| \| opgave \| |              |
| Jaar |                                                                                     | WK op de weg |
| 2016 |                                                                                     | opgave       |

### Baanwielrennen
| Jaar | TK                                | EK          | WK                 | Overig                                            |
| ---- | --------------------------------- | ----------- | ------------------ | ------------------------------------------------- |
| 2005 |                                   | Ploegsprint |                    |                                                   |
| 2006 |                                   | Ploegkoers  |                    |                                                   |
| 2007 |                                   |             | Omnium, Ploegkoers |                                                   |
| 2008 | Ploegkoers                        |             |                    |                                                   |
| 2009 |                                   |             |                    |                                                   |
| 2010 |                                   |             |                    |                                                   |
| 2011 | ploegkoers, Scratch               |             |                    | Prostejov Ploegkoers                              |
| 2012 | ploegkoers, Ploegenachtervolging  |             |                    | Prostejov Ploegkoers, Wenen Ploegkoers en Scratch |
| 2013 | ploegsprint, Ploegenachtervolging |             |                    | Prostejov Ploegkoers                              |

## Ploegen
- 2007 –  ASC Dukla Praha
- 2008 –  ASC Dukla Praha
- 2009 –  ASC Dukla Praha
- 2010 –  ASC Dukla Praha
- 2011 –  ASC Dukla Praha
- 2012 –  ASC Dukla Praha
- 2013 –  ASC Dukla Praha
- 2014 –  Dukla Praha
- 2015 –  Whirlpool-Author
- 2016 –  Whirlpool-Author
- 2017 –  Elkov Elektro-Author
- 2018 –  Elkov-Author
- 2019 –  Elkov-Author
- 2020 –  Elkov-Author
- 2021 –  Elkov-Author

Bárta · Bucháček · Černý · Hačecký · Kaňkovský · Konwa · Kukrle · Otruba · Polnický · Rajchart · Zahálka